# التسلسل الزمني لحرب الشتاء
التسلسل الزمني لحرب الشتاء هو التسلسل الزمني للأحداث التي أدت إلى حرب الشتاء خلال الحرب العالمية الثانية بين الإتحاد السوفيتي وفنلندا. بدأت الحرب عندما هاجم الاتحاد السوفيتي فنلندا في 30 نوفمبر 1939 وانتهت في 13 مارس 1940.

## البداية
- 7 نوفمبر 1917: اندلعت الثورة البلشفية في روسيا.
- 6 ديسمبر 1917: أعلنت فنلندا استقلالها عن روسيا.
- 27 يناير 1918: الحرب الأهلية الفنلندية بين الحرس الأبيض المدعوم من ألمانيا والحرس الأحمر المدعوم من الاتحاد السوفيتي.
- 21 مارس 1918: أطلق المتطوعون القوميون الفنلنديون حملة فيينا العسكرية في محاولة لضم كاريليا إلى فنلندا؛ الحملة فشلت في النهاية.
- 15 مايو 1918: انتهت الحرب الأهلية الفنلندية بانتصار الحرس الأبيض بقيادة سي جي إي مانرهايم.
- 23 يناير 1919: تمرد السكان الفنلنديون في إنغريا من روسيا السوفيتية، وأسسوا جمهورية شمال إنغريا، التي تسعى للانضمام إلى فنلندا. أُعيد لاحقًا دمج الدولة قصيرة العمر مع روسيا.
- 21 أبريل 1919: أطلق متطوعون فنلنديون مسلحون حملة أونوس، في محاولة لضم كاريليا إلى فنلندا. بسبب عدم وجود دعم كبير من السكان المحليين والمقاومة السوفيتية، هُزمت الحملة في النهاية. لا يعتبر علم التأريخ الفنلندي هذه الحملات والتمردات حروبًا، بينما يعتبرها علم التأريخ الروسي تدخلات عسكرية، ويطلق عليها «الحرب السوفيتية الفنلندية الأولى».
- 17 يوليو 1919: تتبنى فنلندا دستورًا ديمقراطيًا.
- 14 أكتوبر 1920: وقعت روسيا السوفيتية وفنلندا على معاهدة تارتو، التي تنص على الاعتراف القانوني المتبادل وتسوية الحدود. تم التنازل عن ميناء بتسامو لفنلندا في مقابل أبرشيات ريبولا وبوراجارفي، اللتين انفصلتا لفترة وجيزة عن روسيا إلى فنلندا سابقًا.
- أكتوبر 1921: بدأت انتفاضة شرق كاريليا ضد روسيا السوفيتية. سرعان ما ينضم متطوعون فنلنديون مسلحون للمشاركة في القتال. هُزمت الانتفاضة في النهاية. المتمردون يعبرون الحدود للجوء إلى فنلندا.
- 21 يناير 1932: تفاوض الاتحاد السوفيتي وفنلندا على اتفاقية عدم اعتداء.
- 24 أغسطس 1939: توقيع اتفاقية عدم اعتداء الروسية الألمانية. البروتوكول السري يضع منطقة البلطيق وفنلندا ضمن دائرة اهتمام الاتحاد السوفيتي.
- 17 سبتمبر 1939: غزا الاتحاد السوفيتي بولندا.
- 22 سبتمبر 1939: دعوة وزير خارجية إستونيا لزيارة موسكو.
- 29 سبتمبر 1939: توقيع اتفاقية المساعدة المتبادلة السوفيتية الإستونية.
- 1 أكتوبر 1939: دعوة وزير خارجية لاتفيا لزيارة موسكو.
- 3 أكتوبر 1939: دعوة وزير خارجية ليتوانيا لزيارة موسكو.
- 5 أكتوبر 1939: توقيع اتفاقية المساعدة المتبادلة بين الاتحاد السوفيتي ولاتفيا. يدعو الاتحاد السوفيتي الفنلنديين للتفاوض بشأن التعديلات الإقليمية.
- 9 أكتوبر 1939: أمرت فنلندا بتعبئة عسكرية تدريجية تحت ستار تدريب تنشيطي إضافي.
- 10 أكتوبر 1939: توقيع معاهدة المساعدة المتبادلة السوفيتية الليتوانية.
- 11-12 أكتوبر 1939: التقى الوفد الفنلندي مع VM Molotov وJV Stalin في موسكو، وتلقى طلبات التنازلات. تشمل المطالب السوفيتية انفصال أراضي برزخ كاريليان، وجزر في خليج فنلندا، وشبه جزيرة ريباتشي، بالإضافة إلى استئجار قاعدة بحرية في هانكو. في المقابل، يعرضون الانفصال عن بلديتي Repola وPorajärvi، مما يشكل ضعف مساحة مطالبهم في فنلندا. العرض يقسم الحكومة الفنلندية، التي ترفضه في النهاية.
- 23 أكتوبر / تشرين الأول 1939: قدم الفنلنديون عرضًا مضادًا، حيث قدموا بلدة تيريجوكي، وهي أقل بكثير من المطالب السوفيتية.
- 31 أكتوبر 1939: ألقى مولوتوف خطابًا أمام مجلس السوفيات الأعلى للاتحاد السوفيتي، أعلن فيه علنًا المطالب والعروض السوفيتية.
- 13 نوفمبر 1939: عاد الوفد الفنلندي إلى وطنه، منهياً المفاوضات.
- 26 نوفمبر 1939: شن السوفييت قصفًا على ماينيلا، وقصفوا قرية سوفييتية من أجل الحصول على ذريعة للحرب ضد فنلندا.
- 28 نوفمبر 1939: انسحب السوفييت من معاهدة عدم الاعتداء، مستخدمين حادثة التدبير كذريعة.

## 1939

### نوفمبر
- 30 نوفمبر 1939: قصفت هلسنكي وعبرت القوات السوفيتية الحدود الفنلندية.

### ديسمبر
- 1 ديسمبر 1939: تأسيس الحكومة الدمية «جمهورية فنلندا الديمقراطية».
- 3 ديسمبر 1939: وجهت فنلندا نداءً من أجل تدخل عصبة الأمم.
- 7 ديسمبر 1939: وصل السوفييت إلى الخط الرئيسي للمقاومة الفنلندية على برزخ كاريليان.
- 12 ديسمبر 1939: انتصر الفنلنديون في معركة Tolvajärvi.
- 14 ديسمبر 1939: طرد الاتحاد السوفيتي من عصبة الأمم.
- 23 ديسمبر 1939: نظم الفنلنديون هجومًا مضادًا فاشلاً.

## 1940

### يناير
- 7 يناير 1940: انتصر الفنلنديون في معركة طريق رايت.
- 8 يناير 1940: انتصر الفنلنديون في معركة سوموسالمي.
- 29 يناير 1940: تخلى السوفييت عن حكومة تيريوكي الدمية واعترفوا بالحكومة الفنلندية باعتبارها الحكومة الشرعية لفنلندا. استفسر السوفييت عن الأرض التي ستكون فنلندا على استعداد للتنازل عنها كجزء من اتفاق سلام.

### فبراير
- 1 فبراير 1940: بدأ السوفييت هجومًا شاملاً على برزخ كاريليان.
- 5 فبراير 1940: وافقت بريطانيا وفرنسا على التدخل في الدول الاسكندنافية.
- 11 فبراير 1940: أحرز السوفييت اختراقًا حاسمًا لخط مانرهايم.
- 12 فبراير 1940: يسعى الفنلنديون إلى شروط السلام.

### مارس
- 1-5 مارس 1940: القتال في وحول مدينة فيبوري (فيبورغ).
- 9 مارس 1940: تراجع الفنلنديون عن آخر موطئ قدم لهم في خليج فيبوري.
- 12 مارس 1940: توقيع معاهدة موسكو للسلام في موسكو.
- 13 مارس 1940: بدأ سريان وقف إطلاق النار.

## ما بعد الكارثة
- 9 أبريل 1940: غزت ألمانيا الدنمارك والنرويج.
- 15 أبريل 1940: أرسل الحلفاء قواتهم إلى النرويج. تم غزو الأمة في نهاية المطاف من قبل ألمانيا.
- يونيو - أغسطس 1940: احتل الاتحاد السوفيتي دول البلطيق وضمها.
- 18 أغسطس 1940: بعد حصول الألمان على حقوق عبور القوات عبر فنلندا، وصلت أولى القوات الألمانية إلى ميناء فاسا. في النهاية، انتشرت خمس فرق من الجيش الألماني في شمال فنلندا من أجل الغزو المخطط لروسيا السوفياتية.
- يناير 1941: قدم السوفييت مطالب تتعلق بمنطقة التعدين وميناء بيتسامو، رفضتها فنلندا بدعم من ألمانيا.
- يناير 1941: أبلغ الألمان فنلندا بخططهم لغزو الاتحاد السوفيتي. يبدأ القادة العسكريون في البلدين التخطيط معًا للغزو.
- 15 يونيو 1941: بدأ الجيش الفنلندي التعبئة استعدادًا لشن هجوم على الاتحاد السوفيتي بالاشتراك مع ألمانيا.
- 21 يونيو 1941: تركز القوات الفنلندية بشكل دفاعي على الحدود الفنلندية السوفيتية
- 22 يونيو 1941: شنت ألمانيا غزوًا للاتحاد السوفيتي، وخرقت معاهدة عدم اعتداء دون سابق إنذار. احتل الفنلنديون على الفور جزر ألاند المنزوعة السلاح. القوات الألمانية تتقدم في بيتسامو.
- 25 يونيو 1941: بدأت حرب الاستمرار رسميًا بعد هجوم جوي سوفيتي.